# Rhaetiense
| Era Eratema | Periodo Sistema | Época Serie         | Edad Piso              | Inicio, en millones de años |
| ----------- | --------------- | ------------------- | ---------------------- | --------------------------- |
| Mesozoico   | Cretácico       | Cretácico           | Cretácico              | 143,1                       |
| Mesozoico   | Jurásico        | Jurásico            | Jurásico               | 201,4±0,2                   |
| Mesozoico   | Triásico        | Superior / Tardío   | Rhaetiense Rhaetiano   | 205,7                       |
| Mesozoico   | Triásico        | Superior / Tardío   | Noriense Noriano       | 227,3                       |
| Mesozoico   | Triásico        | Superior / Tardío   | Carniense Carniano     | ~235                        |
| Mesozoico   | Triásico        | Medio               | Ladiniense Ladiniano   | 241,464 ± 0,28              |
| Mesozoico   | Triásico        | Medio               | Anisiense Anisiano     | 246,7                       |
| Mesozoico   | Triásico        | Inferior / Temprano | Olenekiense Olenekiano | 249,9                       |
| Mesozoico   | Triásico        | Inferior / Temprano | Induense Induano       | 252,2±0,5                   |

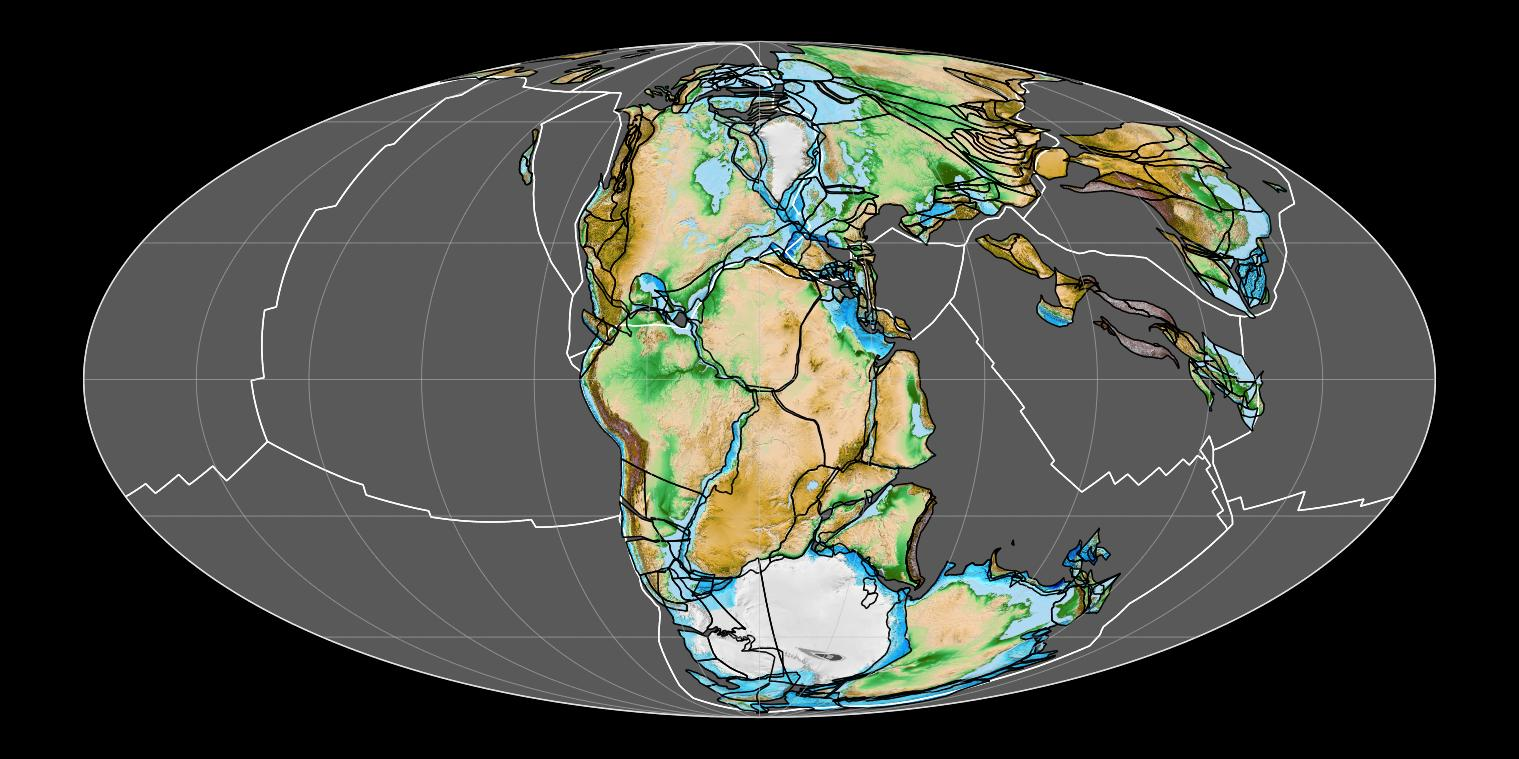
Imagen de Pangea hace 200 Ma, muy poco después del Rhaetiense, comenzando a dividirse

El Rhaetiense o Rhaetiano es el tercer y último piso y edad del Triásico Superior/Tardío en la escala temporal geológica. Sucede al Noriense y precede al Hettangiense (primer piso del Jurásico). Se inició hace unos 205,7 millones de años y terminó hace unos 201,4 millones de años.
En esta edad, Pangea comenzó a dividirse, aunque el Océano Atlántico no se había formado todavía.
El Rhaetiense se introdujo en la literatura científica por el geólogo alemán Carl Wilhelm von Gümbel en 1861. Recibe su nombre de la antigua provincia romana de Rhaetium, que incorporaba los actuales Alpes réticos (Suiza, Austria e Italia), en los que Von Gümbel estudió la formación Kössen (Austria).

## Sección estratotipo y punto de límite global (GSSP)
La sección estratotipo y punto de límite global (GSSP) para la base del Rhaetiense está pendiente de definir por la Comisión Internacional de Estratigrafía. El marcador provisional de la base del piso es la primera aparición del amonites Cochloceras, de los conodontos Misikella spp. y Epigondolella mosheri y el radiolario Proparvicingula moniliformis.
El techo del Rhaetiense se define por el GSSP de la base del Hettangiense, y por tanto del Jurásico, que se caracteriza por la primera aparición del amonites Psiloceras spelae tirolicum y del foraminífero aragonítico Praegubkinella turgescens.

## Fauna del Rhaetiense

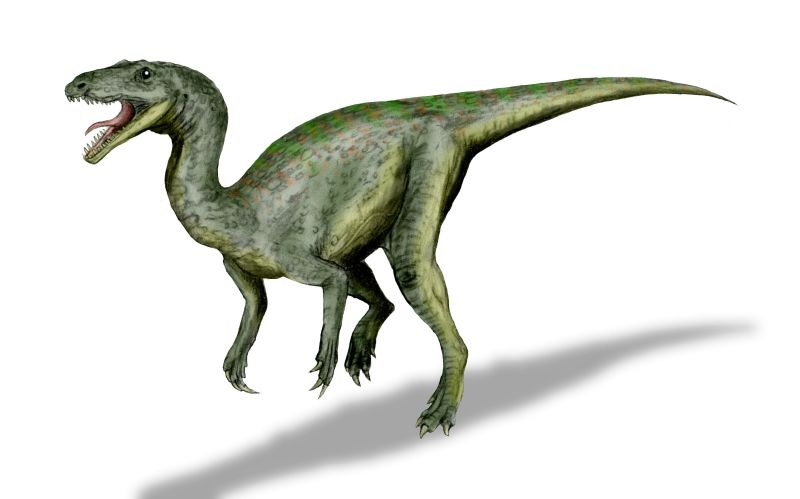
Gojirasaurus